# At a Month’s End
At a Month's End – wiersz angielskiego poety Algernona Charlesa Swinburne’a, opublikowany w tomiku Poems and Ballads. Second Series, wydanym w Londynie w 1878 roku przez spółkę wydawniczą Chatto & Windus i wznowionym w Nowym Yorku w 1885. Pierwotnie utwór nosił tytuł The End of a Month. Utwór składa się ze strof czterowersowych. Zawiera też wiele przykładów aliteracji.
So to my soul in surer fashion
Your savage stamp and savour hangs;
The print and perfume of old passion,
The wild-beast mark of panther's fangs.